# Cheetos
Cheetos er et sprødt corn puff snack-mærke lavet af Frito-Lay. et datterselskab af PepsiCo. Fritos-skaberen Charles Elmer Doolin opfandt Cheetos i 1948 og begyndte national distribution i USA.